# Derapata

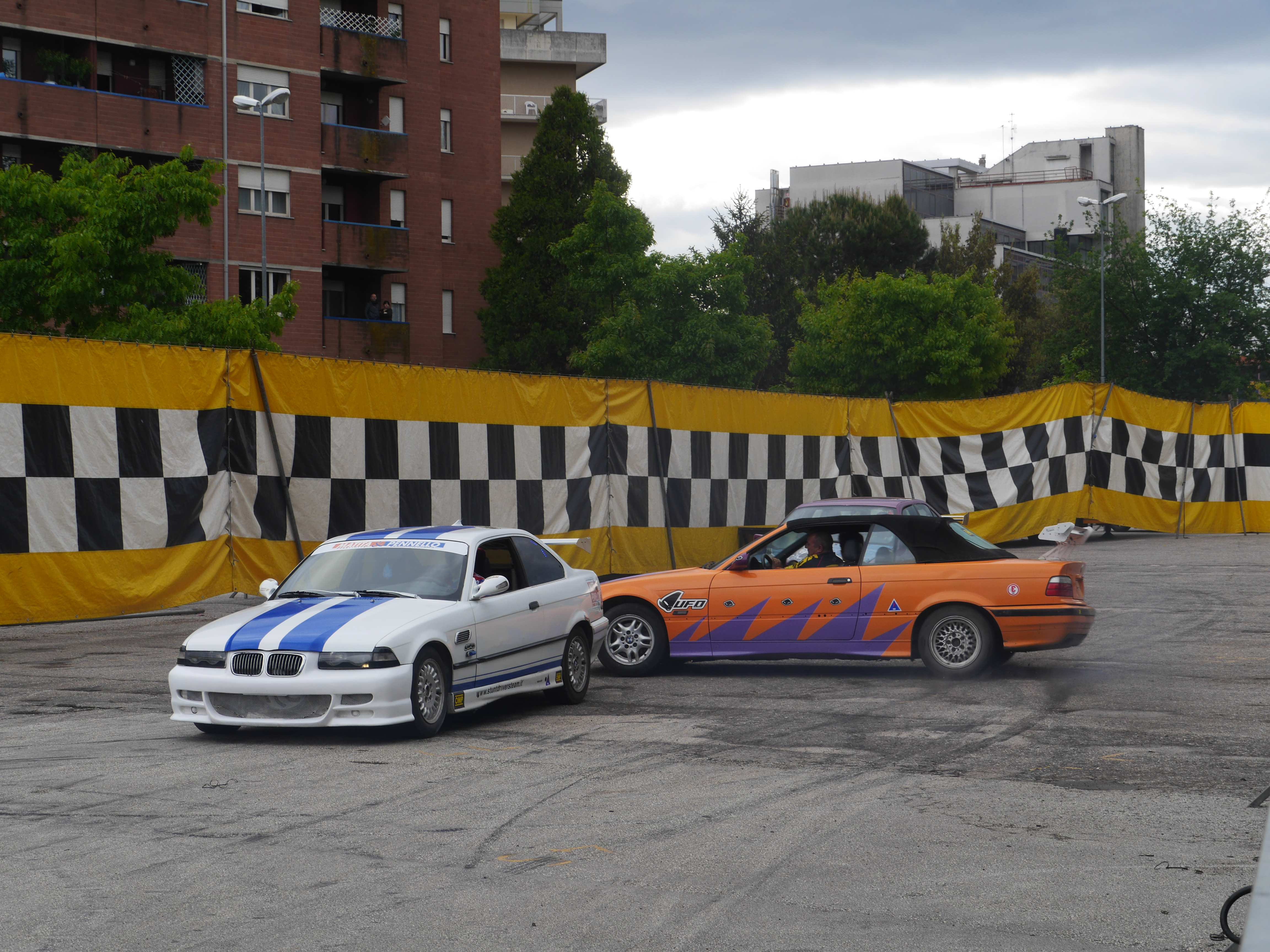
Una derapata eseguita con il freno a mano che agisce sulle ruote posteriori, da notare il parcheggio della vettura fra altre due automobili, Stunt Drivers Team a Perugia

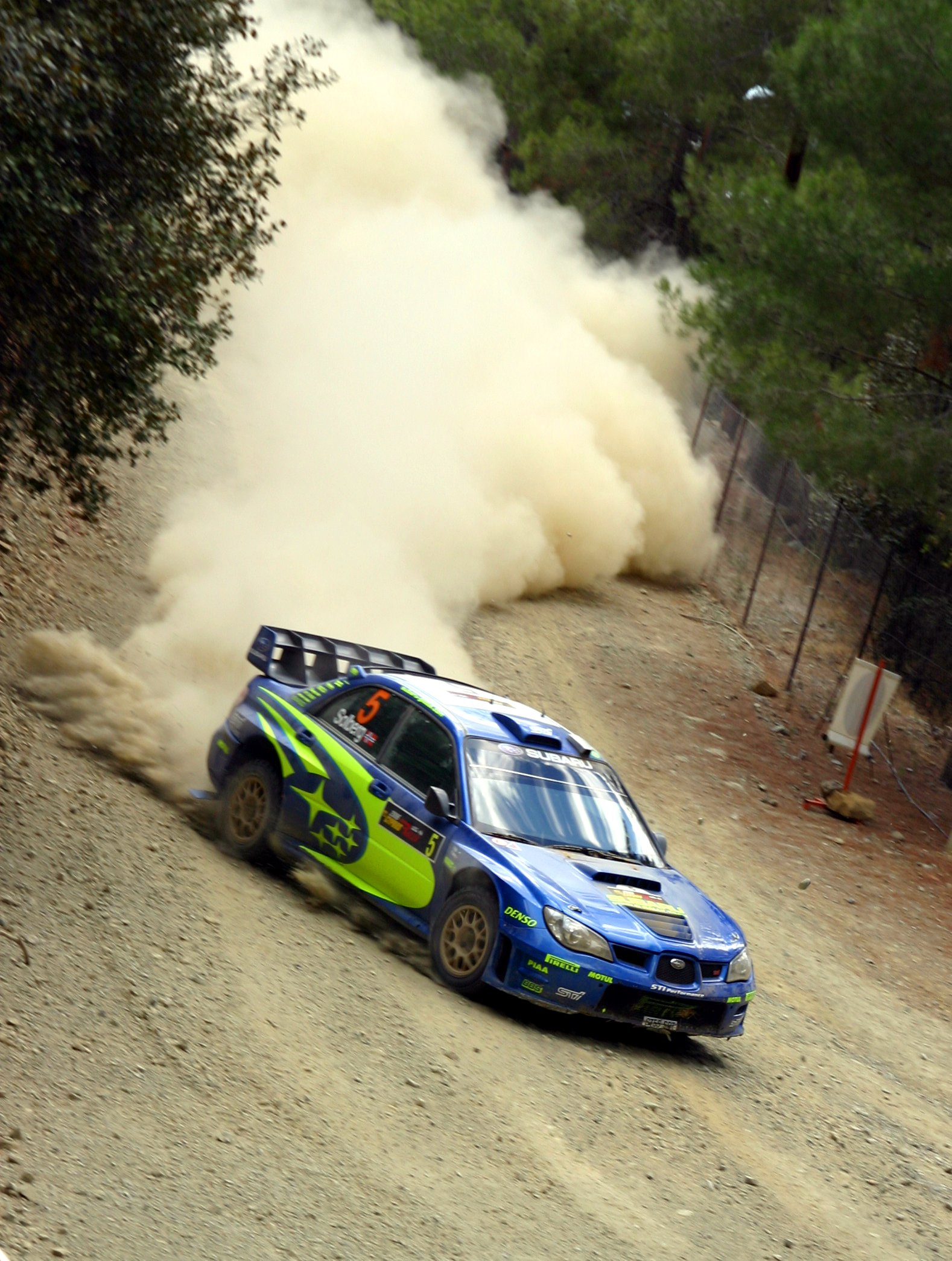
Petter Solberg, pilota di Rally, mentre manda in derapata la sua auto

La derapata, in gergo traverso o drift, è una tecnica che consiste nel far scivolare lateralmente le ruote posteriori continuando a girare nello stesso verso. Questa tecnica si differenzia dal burnout per il fatto che viene effettuata con il veicolo in movimento/corsa. Nel caso questa tecnica sia involontaria (e succede alle ruote anteriori o posteriori) prende il nome di sbandata.
Questa tecnica viene utilizzata per lo sport del drifting e per la sbandata controllata, tecnica che consiste nel migliorare la percorrenza in curva e migliorare le doti dinamiche del veicolo (come nel caso delle competizioni di Supermotard).

## Tecnica
Questa azione si può ottenere in vari modi che possono essere usati assieme:
- Trasmissione di potenza, azionare il comando gas in modo da far slittare la/e ruota/e, ma necessita un mezzo abbastanza potente.
- Sterzare, agire in modo deciso sullo sterzo, se usata da sola generalmente deve essere accompagnata da un assetto adeguato.
- Frenata, uso del freno anteriore senza il blocco della ruota, il che porta a una riduzione della capacità di tenuta del/gli pneumatico/i posteriori e a una derapata.
- Rapida scalata di marce insieme all'uso freni, quest'ultima è la tecnica più utilizzata nelle gare di motard, consiste nel forzare la staccata in prossimità della curva scalando in rapida successione un determinato numero di marce, tenendo la frizione sul punto di stacco. Questa operazione va aiutata con l'ausilio del freno anteriore e posteriore, il primo ha lo scopo di limitare lo spazio di frenata ma anche di alleggerire il posteriore, il secondo come il primo aiuta la fase di frenata e di portare il posteriore più all'esterno.